# Парад (балет)
«Парад» (фр. Parade) — одноактный балет композитора Эрика Сати по сценарию Жана Кокто, написанный для Русского балета Дягилева. Хореограф — Леонид Мясин, декорации и костюмы — Пабло Пикассо, дирижёр — Эрнест Ансерме. Поэт Гийом Аполлинер написал для премьеры балета манифест под названием «Новый дух», где назвал спектакль «более правдивым, чем сама жизнь» и, описав его как «своего рода сюрреализм» (фр. une sorte de surréalisme), впервые в истории употребил этот термин, обозначивший целое художественное течение начала XX века.
Главные партии исполняли: Мария Шабельская (Американская девочка), Леонид Мясин (Китайский фокусник), Лидия Лопухова и Николай Зверев (Акробаты), Леон Войциковский (Менеджер во фраке), М. Статкевич (Менеджер из Нью-Йорка), М. Уманский (Менеджер верхом).
Премьера состоялась в 18 мая 1917 года в парижском театре Шатле и вызвала скандал.

## Смысл заглавия
Французское слово parade (в данном контексте) означает анонс зазывалы перед началом представления в ярмарочном театре, а вовсе не парад в смысле торжественного шествия. Артисты выходили и перед ярмарочным балаганом в качестве рекламы демонстрировали публике отрывки из театрального представления (в предварительном наброске Кокто — про библейского царя Давида).

## История создания

### Сценарий и партитура
Идея балета пришла к Жану Кокто, когда он услышал произведение Эрика Сати «Три пьесы в форме груши» (Trois morceaux en forme de poire). Сати согласился написать музыку для балета, однако категорически отказался использовать свои старые произведения:68-71.
Кокто написал сценарий, главной темой которого был парад артистов балаганного цирка — Китайца, двух менеджеров (американца и француза), двух акробатов и Малышки-американки, которые напрасно пытаются привлечь публику посмотреть представление, проходящее в цирковом шатре. В сентябре 1916 года сценарий балета был значительно переделан Пикассо, который (конфиденциально, втайне) договорился с Жаном Кокто, что тот не будет возражать против нового сценария в обмен на сохранение в полной мере его авторства и гонорара. Сати, которому второй вариант сценария нравился неизмеримо больше, был всецело на стороне Пикассо и сочинил музыку, полностью следуя новому варианту.:345-346
Работа над балетом началась в разгар Первой мировой войны, когда Жан Кокто часто отлучался на бельгийский фронт в качестве служащего санитарного поезда. Сергею Дягилеву и самому Сати удалось заручиться поддержкой меценатки Мизии Эдвардс, в то время — супруги железнодорожного магната Альфреда Эдвардса.
Первая версия (для фортепиано в четыре руки), посвящённая «Мадам Эдвардс, урождённой Годебской», была впервые исполнена Эриком Сати и Жюльетт Меерович 19 ноября 1916 года.
К неудовольствию Сати, Кокто добавил к партитуре балета различные немузыкальные звуки, издаваемые пишущей машинкой, автомобильной сиреной и набором молочных бутылок.

### Декорации и костюмы
Создание декораций и костюмов было доверено Пабло Пикассо. Это был его первый опыт сотрудничества с Сати, а также первый опыт работы не только с Дягилевым, но и с балетным спектаклем вообще. Некоторые костюмы созданные Пикассо в стиле кубизма были изготовлены из картона и позволяли танцовщикам делать лишь минимальные движения.
Во время репетиций «Парада» в Риме Пикассо познакомился со своей будущей женой, балериной Ольгой Хохловой.

### Хореография
Хореографом спектакля стал Леонид Мясин, уже поставивший несколько успешных спектаклей для дягилевской труппы. Согласно замыслу Кокто, увлекавшегося в то время вестернами, героиня балета, Американская девочка, была позаимствована из кинематографа. Писатель настаивал на идее жизненного, повседневного жеста, «преувеличенного и утрированного в танце»:119 и под его руководством балетный персонаж стремился к «подлинности» своего целлулоидного прототипа:

В форменном пиджачке и короткой белой юбке она пересекала сцену чередой судорожных прыжков, широко размахивая руками. Затем она копировала шаркающую походку Чарли Чаплина, затем следовала пантомима, напоминающая «Опасные приключения Полины» — девочка прыгала на ходу в двигавшийся поезд, переплывала реку, состязалась в скоростной стрельбе из пистолета и, наконец, трагически погибала, когда тонул «Титаник». Всё это искусно танцевала и мимировала Мария Шабельская, которая с истинным шармом и вкусом интерпретировала синкопированную, в ритмах регтайма музыку Сати, и завершила свой танец, изображая ребёнка, играющего в песок на морском побережье.— Леонид Мясин. Моя жизнь в балете.
Гийом Аполлинер так описывал этот балет:

 «Это сценическая поэма, которую новатор музыкант Эрик Сати переложил в изумительно экспрессивную музыку, такую отчётливую и простую, что в ней нельзя не узнать чудесно прозрачного духа самой Франции. Художник-кубист Пикассо и самый смелый из хореографов, Леонид Мясин, выявили его, в первый раз осуществив этот союз живописи и танца, пластики и мимики.

## Премьера спектакля

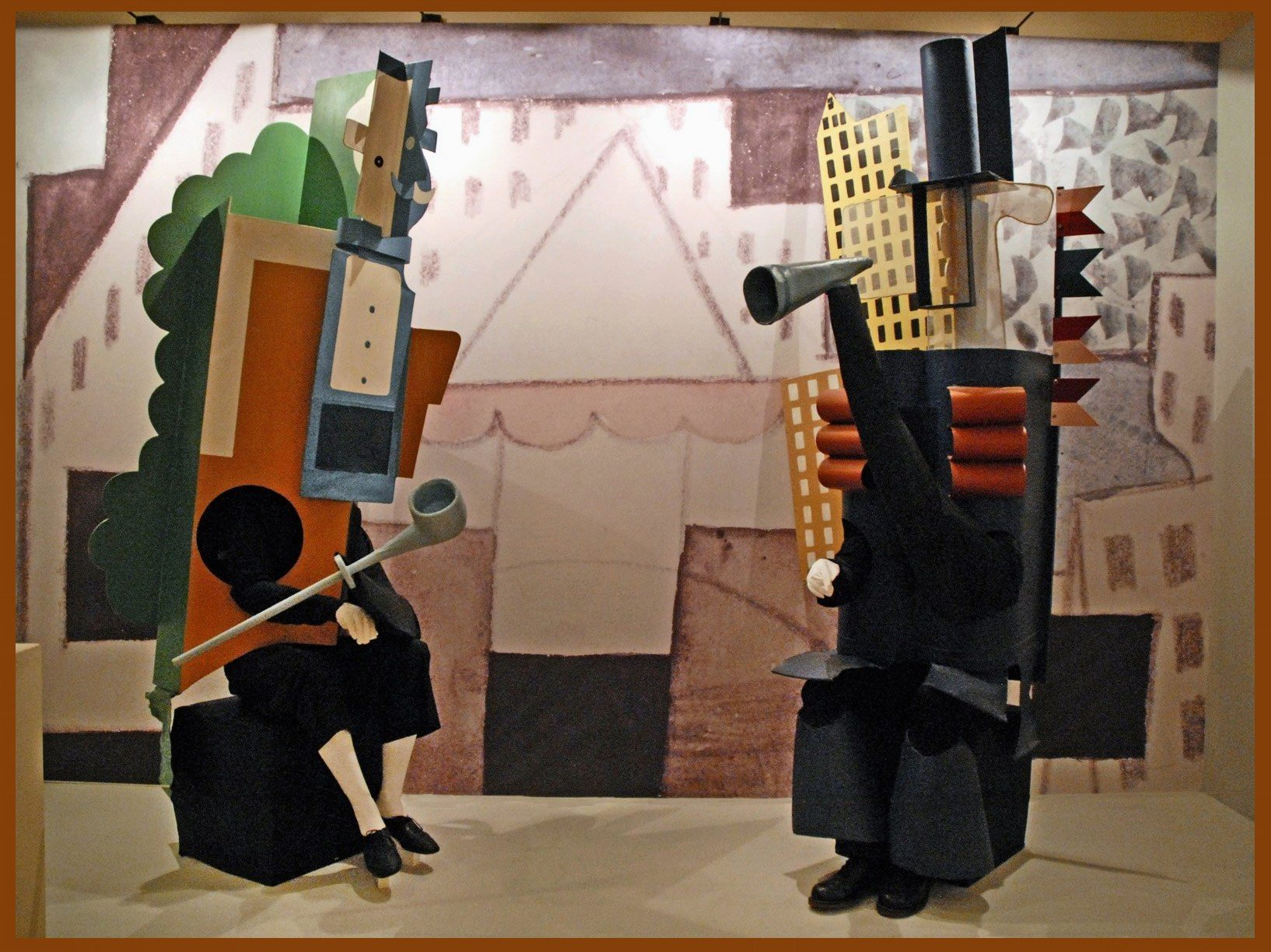
Костюмы менеджеров (американец и француз)
(работы Пабло Пикассо, 1917)

Премьера балета состоялась 18 мая 1917 года на сцене театра Шатле и стала очередным, после «Весны священной», парижским скандалом. Публика в зале едва не сорвала спектакль криками «Грязные боши, Сати и Пикассо боши!» (для парижан того времени авангард, модерн и творчество Пикассо в целом ассоциировались с немцами). Пресса неистовствовала, критики объявили «Русский балет» едва ли не предателями, деморализующими французское общество в тылу во время тяжёлой и неудачной войны.

Антигармоничный, психованный композитор пишущих машинок и трещоток, Эрик Сати ради своего удовольствия вымазал грязью репутацию «Русского Балета», устроив скандал <…>, в то время, когда талантливые музыканты смиренно ждут, чтобы их сыграли… А геометрический мазила и пачкун Пикассо вылез на передний план сцены, в то время как талантливые художники смиренно ждут, пока их выставят.— Leo Poldes, «La Grimasse», 19 мая 1917:325-326.
Неистовствовал не только владелец картинной галереи «Клуб де Фобур» и критик Лео Польдес, другие рецензии на премьеру «Парада» были ничуть не лучше. Эрик Сати, крайне раздражённый общим тоном и выходками прессы, послал одному из критиков, Жану Пуэгу, письмо, полное личных оскорблений, за что 27 ноября 1917 года был приговорён трибуналом к восьми дням тюрьмы и восьмистам франков штрафа. Благодаря вмешательству Мизии, имевшей связи в правительственных кругах, распоряжением министра внутренних дел Жюля Памса от 13 марта 1918 года композитор получил «отсрочку» от наказания:387.
Присутствовавший на премьере Илья Эренбург впоследствии вспоминал:

Балет показывал тупую автоматизацию движений, это было первой сатирой на то, что получило название «американизма». Музыка была современной, декорации — полукубистическими. Пабло <Пикассо> дал мне приглашение на премьеру. <…> Музыка, танцы и особенно декорации возмутили зрителей. Я был до войны на одном балете Дягилева, вызвавшем скандал, — это была «Весна священная» Стравинского. Но ничего подобного тому, что случилось на «Параде», я ещё не видел. Люди, сидевшие в партере, бросились к сцене, в ярости кричали: «Занавес!» В это время на сцену вышла лошадь с кубистической мордой и начала исполнять цирковые номера — становилась на колени, танцевала, раскланивалась. Зрители, видимо, решили, что актеры издеваются над их протестами, и совсем потеряли голову, вопили: «Смерть русским!», «Пикассо — бош!» , «Русские — боши!»— Илья Эренбург, «Люди, годы, жизнь»
Следующее представление «Парада» состоялось 5 августа 1917 года в Барселоне. Через два с лишним года, в ноябре 1919-го, состоялась премьера в Лондоне, которая сопровождалось успехом. В роли Американской девочки выступала Тамара Карсавина (или «Тамара Карявина», как её называл сам Сати) — публика устроила ей овацию и вызывала на поклоны семь раз. Культурный атташе английского посольства в Париже свидетельствовал, что «Парад» стал «самым большим успехом» «Русского балета» в Лондоне.:418 Самому композитору не довелось стать свидетелем триумфа «Парада», за всю свою жизнь он видел этот балет всего один раз, на скандальной премьере 1917 года.

## Значение
Несмотря на то, что первый показ «Парада» вызвал скандал, он оказался вехой и переходным произведением музыки и театрального искусства начала XX века. Его партитура, включающая дискретные звуки, резко отличалась от существующей композиторской практики Франции, произвела эффект и породила новые течения не только во французской, но и в мировой музыке. Под её влиянием сформировалась «Шестёрка» с примыкающими к ней композиторами и «Аркёйская школа» (фр. L'école d'Arcueil). «Парад» оказал влияние и на Игоря Стравинского», впоследствии положив начало целому периоду в его творчестве:

Спектакль поразил меня своей свежестью и подлинной оригинальностью. «Парад» как раз подтвердил мне, до какой степени я был прав, когда столь высоко ставил достоинства Сати и ту роль, которую он сыграл во французской музыке тем, что противопоставил смутной эстетике доживающего своей век импрессионизма свой мощный и выразительный язык, лишённый каких-либо вычурностей и прикрас»— Игорь Стравинский. Хроника моей жизни.
Музыку регтайма Сати позднее адаптировал для фортепианного соло.
Новая Постановка балета состоялось весной 2016 г. в Москве (хореограф М. А. Рыжкина) .